# Passow (Mecklenburg)
Passow is een gemeente in de Duitse deelstaat Mecklenburg-Voor-Pommeren, en maakt deel uit van het Landkreis Ludwigslust-Parchim.
Passow telt 688 inwoners.